# 葉之筠
葉之筠（？—？），號真葊，江西新建人，清代官吏。

## 生平
葉之筠為嘉慶五年（1800年）舉人:99，一開始擔任政和縣知縣，之後調往臺灣，任鳳山縣知縣。道光十五年（1835年）農曆七月初一日，任噶瑪蘭廳通判，同年十二月十六日再度擔任該職，任內頗有政聲。